# Michael C. Malin
Michael C. Malin (* 1950 in Los Angeles, Kalifornien) ist ein US-amerikanischer Physiker, Planetologe und Geowissenschaftler. Er entwickelte die Kamera für den Mars Global Surveyor und weitere Mars-Missionen.
Malin erwarb 1971 seinen Bachelor-Abschluss in Physik an der University of California, Berkeley und wurde 1975 in Planetologie und Geologie am Caltech promoviert. Danach war er 1975 bis 1979 am Jet Propulsion Laboratory, wo er an den Viking-1- und Voyager-Missionen mitwirkte. Er war ab 1979 Assistant Professor und ab 1987 Professor für Geologie an der Arizona State University, an der er bis 1990 lehrte. Während dieser Zeit machte er 1985 der NASA einen Vorschlag für eine Mission, die die Marsoberfläche mit einer hochauflösenden Kamera fotografierte. Er erhielt 50.000 Dollar für einen Vorentwurf und entwickelte danach eine Kamera, die 1992 auf der fehlgeschlagenen Mars-Observer-Mission eingesetzt wurde, wo sie nur wenige Fotos liefern konnte. Eine Zweitkamera kam 1996 bei der Mars-Global-Surveyor-Mission zum Einsatz. Malin hatte 1990 die Firma Malin Space Science Systems in San Diego gegründet, die die Kameras entwickelte.
Die Global-Surveyor-Sonde lieferte bis 2006 Fotos. Malin meinte auf einigen der Fotos Hinweise auf das frühere Vorhandensein von Wasser auf dem Mars gefunden zu haben, womit er 2006 an die Öffentlichkeit trat. (Hinweise auf Wasser in einem sehr frühen Stadium des Mars veröffentlichte er schon 2003). Das wurde damals skeptisch aufgenommen, später aber von anderen Wissenschaftlern unterstützt.
Er war auch an weiteren Mars-Missionen beteiligt, zum Beispiel dem Mars Exploration Rover und zuletzt am Mars Science Laboratory.
2006 erhielt er den Carl Sagan Memorial Award und 1987 war er MacArthur Fellow.